# Fahd El Khoumisti
Fahd El Khoumisti, né le 1er juin 1993 à Mamers (Sarthe) en France, est un footballeur français et marocain qui joue au poste d'attaquant à l'US Orléans.

## Biographie
Fahd El Khoumisti est né à Mamers, dans le département de la Sarthe, de parents marocains originaires de Taza. Il est de nationalité marocaine et obtient la nationalité française le 24 juin 2008,.

## Carrière en club

### Formation
Né à Mamers en France, El Khoumisti commence le football à six ans, avec le club de sa ville, le SA Mamers avant de rejoindre le SOM, club du Mans. Il rejoint ensuite l'un des clubs les plus importants de Sarthe, le Sablé FC, où il poursuit sa formation.

### Carrière en senior

#### Débuts au niveau amateur
Fahd El Khoumisti commence sa carrière en senior au club de La Suze FC, club jouant alors en CFA 2. Pour sa première et seule saison au club, il inscrira un seul but en 11 matchs joués. La saison suivante, il signe au Thouars Foot 79 où il jouera une vingtaine de matchs de championnat sans inscrire le moindre but. Il reste à Thouars et inscrit 6 buts lors de sa seconde saison au club, en 24 matchs. Malgré cette bonne saison en CFA 2, il décide de rejoindre l'Olympique de Saumur, club jouant alors en Division d'Honneur (aujourd'hui Régional 1). A Saumur, il inscrit 26 buts en 22 matchs malgré une saison tronquée par une luxation de l'épaule et termine second meiller buteur de DH avec 19 buts,.

#### Explosion à Fontenay et à la réserve du PSG
Après cette première et seule saison d'El Khoumisti au niveau régional, il signe au Vendée Fontenay Foot, club de CFA. Lors de cette saison, il se révèle en inscrivant 14 buts en 29 matchs et termine second meilleur buteur du groupe A de CFA, cette saison,. À la suite de cette excellente saison, El Khoumisti rejoint le Paris Saint-Germain où il jouera pour l'équipe réserve en National 2. Lors de cette saison, il inscrira 13 buts en 19 matchs,.

#### Débuts dans le monde professionnel
Ces deux excellentes saisons en CFA/National 2 permettent à El Khoumisti de signer son premier contrat professionnel, il rejoint l'US Orléans, club de Ligue 2. Il joue son premier match de Ligue 2 dès la première journée, en tant que titulaire et se retrouve seul en attaque (Orléans jouant en 4-5-1 donc avec un seul attaquant),. Il inscrit son premier but en Ligue 2 lors de la quatrième journée où il permet à l'US Orléans de faire match nul face à Niort,. Il inscrit son second but en Ligue 2 (et jusqu'à aujourd'hui son dernier) face au Paris FC. Pour sa première saison en professionnel, il joua 15 matchs et marqua 2 buts.
Cependant, la saison suivante, il ne jouera que 8 minutes en Ligue 2 et sera prêté par le club au Puy Foot (National) où il inscrira 5 buts en 15 matchs mais n'empêchera pas le club d'être relégué en National 2,. À la suite de la relégation de l'US Orléans en National, il joue la première partie de saison avec l'USO, jouant tous les matchs si ce n'est lors de la rencontre les opposant au Mans. Il inscrira 3 buts lors de cette première partie de saison.

#### Révélation en National à l'US Concarneau
En janvier 2021, il rejoint l'US Concarneau, jouant tout comme Orléans en National. Son arrivée chez les Thoniers voit El Khoumisti joue l'ensemble des matchs de l'USC, il devient un titulaire indiscutable à Concarneau, jouant 1 504 des 1 530 minutes joués par l'USC tout en inscrivant 6 buts et 4 passes décisives. Après cette bonne demi-saison, il reste à Concarneau et réalise une excellente saison, marquant 20 buts en 34 matchs tout en étant titulaire à chaque match. Il termine second meilleur buteur de National et est élu meilleur joueur du National.
À la suite de cette saison, il est courtisé par plusieurs clubs de Ligue 2 dont Le Havre AC, futur champion de Ligue 2. Finalement, il décide de rejoindre Le Mans FC, club de National. Il commence bien la saison en inscrivant un doublé dès la deuxième journée face au CS Sedan. Cependant, il sera rapidement relégué sur le banc puis absent de l'effectif à partir de la huitième journée. À partir de là, il manifeste son envie de retourner à l'US Concarneau.
Finalement, il rompt son contrat avec le club sarthois pour retourner à l'US Concarneau. Il réalisera une excellente seconde partie de saison avec le club, marquant 13 buts en 19 matchs et permettant à l'USC d'être promu en Ligue 2. Il termine meilleur buteur de National avec 16 buts (3 avec Le Mans et 13 avec Concarneau),. L'avant-centre va rejouer en Ligue 2 cependant ce retour sera bref puisque lors de la 1re journée, il loupe un penalty et à la suite d'un contact avec le gardien bastiais Johny Placide, il se rompt les ligaments croisés et est donc écarté des terrains pour une bonne partie de la saison.

#### Reprise de carrière à l'US Orléans
Après une saison blanche à cause de sa blessure aux ligaments croisés, El Khoumisti quitte l'US Concarneau pour l'US Orléans.

## Statistiques
| Saison                | Club                  | Championnat           | Championnat | Championnat | Championnat | Coupe nationale | Coupe nationale | Coupe nationale | Coupe de la Ligue | Coupe de la Ligue | Coupe de la Ligue | Total | Total | Total |
| Saison                | Club                  | Division              | M.          | B.          | P.d.        | M.              | B.              | P.d.            | M.                | B.                | P.d.              | M.    | B.    | P.d.  |
| 2012-2013             | La Suze FC            | CFA 2                 | 11          | 1           | 0           | 0               | 0               | 0               | -                 | -                 | -                 | 11    | 1     | 0     |
| Sous-total            | Sous-total            | Sous-total            | 11          | 1           | 0           | 0               | 0               | 0               | 0                 | 0                 | 0                 | 11    | 1     | 0     |
| 2013-2014             | Thouars Foot 79       | CFA 2                 | 21          | 0           | 0           | 0               | 0               | 0               | -                 | -                 | -                 | 21    | 0     | 0     |
| 2014-2015             | Thouars Foot 79       | CFA 2                 | 24          | 6           | 0           | 0               | 0               | 0               | -                 | -                 | -                 | 24    | 6     | 0     |
| Sous-total            | Sous-total            | Sous-total            | 45          | 6           | 0           | 0               | 0               | 0               | 0                 | 0                 | 0                 | 45    | 6     | 0     |
| 2015-2016             | Olympique de Saumur   | DH                    | 17          | 19          | 0           | 5               | 7               | 0               | -                 | -                 | -                 | 22    | 26    | 0     |
| Sous-total            | Sous-total            | Sous-total            | 17          | 19          | 0           | 5               | 7               | 0               | 0                 | 0                 | 0                 | 22    | 26    | 0     |
| 2016-2017             | Vendée Fontenay Foot  | CFA                   | 29          | 14          | 0           | 0               | 0               | 0               | -                 | -                 | -                 | 29    | 14    | 0     |
| Sous-total            | Sous-total            | Sous-total            | 29          | 14          | 0           | 0               | 0               | 0               | 0                 | 0                 | 0                 | 29    | 14    | 0     |
| 2017-2018             | Paris SG rés.         | National 2            | 19          | 13          | 0           | -               | -               | -               | -                 | -                 | -                 | 19    | 13    | 0     |
| Sous-total            | Sous-total            | Sous-total            | 19          | 13          | 0           | 0               | 0               | 0               | 0                 | 0                 | 0                 | 19    | 13    | 0     |
| 2018-2019             | US Orléans            | Ligue 2               | 15          | 2           | 2           | 5               | 3               | 0               | 2                 | 0                 | 0                 | 22    | 5     | 2     |
| 2019-2020             | US Orléans            | Ligue 2               | 1           | 0           | 0           | 0               | 0               | 0               | 0                 | 0                 | 0                 | 1     | 0     | 0     |
| 2020-2021             | US Orléans            | National              | 15          | 3           | 0           | 1               | 0               | 0               | -                 | -                 | -                 | 16    | 3     | 0     |
| Sous-total            | Sous-total            | Sous-total            | 31          | 5           | 2           | 6               | 3               | 0               | 2                 | 0                 | 0                 | 39    | 8     | 2     |
| 2019-2020             | Le Puy Foot (prêt)    | National              | 15          | 5           | 2           | 5               | 1               | 0               | -                 | -                 | -                 | 20    | 6     | 2     |
| Sous-total            | Sous-total            | Sous-total            | 15          | 5           | 2           | 5               | 1               | 0               | 0                 | 0                 | 0                 | 20    | 6     | 2     |
| 2020-2021             | US Concarneau         | National              | 17          | 6           | 4           | 0               | 0               | 0               | -                 | -                 | -                 | 17    | 6     | 4     |
| 2021-2022             | US Concarneau         | National              | 34          | 20          | 4           | 1               | 1               | 0               | -                 | -                 | -                 | 35    | 21    | 4     |
| Sous-total            | Sous-total            | Sous-total            | 51          | 26          | 8           | 1               | 1               | 0               | 0                 | 0                 | 0                 | 52    | 27    | 8     |
| 2022-2023             | Le Mans FC            | National              | 8           | 3           | 3           | 1               | 1               | 0               | -                 | -                 | -                 | 9     | 4     | 3     |
| Sous-total            | Sous-total            | Sous-total            | 8           | 3           | 3           | 1               | 1               | 0               | 0                 | 0                 | 0                 | 9     | 4     | 3     |
| 2022-2023             | US Concarneau         | National              | 19          | 13          | 1           | -               | -               | -               | -                 | -                 | -                 | 19    | 13    | 1     |
| 2023-2024             | US Concarneau         | Ligue 2               | 1           | 0           | 0           | 0               | 0               | 0               | -                 | -                 | -                 | 1     | 0     | 0     |
| Sous-total            | Sous-total            | Sous-total            | 20          | 13          | 1           | 0               | 0               | 0               | 0                 | 0                 | 0                 | 20    | 13    | 1     |
| 2024-2025             | US Orléans            | National              | 26          | 16          | 1           | 2               | 2               | 0               | -                 | -                 | -                 | 28    | 18    | 1     |
| Sous-total            | Sous-total            | Sous-total            | 26          | 16          | 1           | 2               | 2               | 0               | 0                 | 0                 | 0                 | 28    | 18    | 1     |
| Total sur la carrière | Total sur la carrière | Total sur la carrière | 265         | 120         | 17          | 20              | 15              | 0               | 2                 | 0                 | 0                 | 287   | 135   | 17    |

## Palmarès
- US Concarneau
- National
  - Champion : 2023
  - Meilleur joueur : 2022
  - Meilleur buteur : 2023
- US Orléans
- National
  - Meilleur buteur : 2025
  - Membre équipe type : 2025